# Allen Coulter
Allen Coulter es un director de cine y televisión estadounidense. He dirigido dos largometrajes, Hollywoodland, una película acerca de la cuestionable muerte de George Reeves, y Remember Me.
Coulter nació en College Station, Texas. Estudió dirección de teatro en la Universidad de Texas y más tarde se trasladó a Nueva York para seguir su carrera en el cine.

## Filmografía
- Hollywoodland (2006)
- Remember Me (2010)

## Series dirigidas
- The X-Files (1993) un episodio:
  - All Souls
- Millennium (1996) 3 episodios:
  - Beware of the Dog
  - Siren
  - The Pest House
- Sex and the City (1998) 9 episodios:
  - Take Me Out to the Ballgame
  - The Awful Truth
  - The Freak Show
  - They Shoot Single People, Don't They?
  - Four Women and a Funeral
  - What Goes Around Comes Around
  - Cock-A-Doodle-Do
  - Defining Moments
  - What's Sex Got to Do With It?
- Los Soprano (1999) 12 episodios: 
  - episodio 1.05 "College"
  - episodio 1.12 "Isabella"
  - episodio 2.01 "Guy Walks into a Psychiatrist's Office..."
  - episodio 2.07 "D-Girl"
  - episodio 2.08 "Full Leather Jacket"
  - episodio 2.12 "The Knight in White Satin Armor"
  - episodio 3.01 "Mr. Ruggerio's Neighborhood"
  - episodio 3.06 "University"
  - episodio 3.08 "He Is Risen"
  - episodio 4.01 "For All Debts Public and Private"
  - episodio 5.05 "Irregular Around the Margins"
  - episodio 5.11 "The Test Dream"
- Six Feet Under (2001) un episodio:
  - episodio 1.08 "Crossroads"
- Roma (2005) 2 episodios:
  - episodio 1.05 "The Ram has Touched the Wall"
  - episodio 2.02 "Son of Hades"
- Damages (2007) un episodio:
  - episodio 1.01 "Pilot"
- Nurse Jackie (2009) un episodio:
  - episodio 1.01 "Pilot"
- Rubicon (2010) un episodio:
  - episodio 1.01 "Pilot"
- Law & Order: Los Angeles (2010) un episodio:
  - 1.01 "Fame"
- Boardwalk Empire (2010) dos episodios: 
  - "Paris Green" (2010)
  - episodio 1.7 (2010)